# Maria de la Pau Giuliani
Maria de la Pau Giuliani   (L'Aquila, 12 de desembre de 1875 - Taiyuan, 9 de juliol de 1900) Santa Maria de la Pau, és una religiosa de la Congregació de les Franciscanes Missioneres de Maria, canonitzada per Joan Pau II el 2000. La seva festa, amb els 120 màrtirs de la Xina, és el 9 de juliol.

## Biografia
Va néixer a una família pobra amb un pare violent que prohibí la seva família d'anar a l'església. Marianna va perdre la seva mare quan només tenia deu anys i el pare abandonà el domicili familiar. Els fills van anar amb diversos membres de la família. Marianna va anar a través d'un oncle a la casa de les Franciscanes missioneres de Maria. Va ser enviada a França per enfortir la seva vocació i va fer el noviciat el 1892 a Vanves, rebent el nom religiós de Maria de la Pau. Es va ocupar d'adolescents en dificultats originàries de la regió de París. Després de pronunciar els seus primers vots, marxà a Àustria a fi de reforçar els efectius d'una nova comunitat i per tal d'aprendre una nova llengua (l'alemany) a més del francès que parlava amb les germanes.
Finalment, marxà voluntàriament des de Marsella a petició de la mare Maria de la Passió de Chappotin, superiora de la congregació, cap a la Xina. Sota la direcció de la mare Maria Hermínia de Jesús, va treballar a un orfenat situat a Taiyuan, una ciutat de 300.000 habitants a la regió de Shanxi, al vicariat apostòlic de Chan-Si septentrional (avui l'arquebisbat de Taiyuan), dirigit per monsenyor Grassi, qui trobaria també el martiri. La jove religiosa va ser assignada a tasques materials i al cant, car tenia una veu bonica.
Però en esclatar la revolta dels bòxers, el governador de la província prohibí la pràctica del cristianisme. Les religioses, (Marie-Adolphine, Maria de Santa Natàlia, Maria de Saint-Just, Maria Amandine, Maria Clara i Maria Hermínia de Jesús) a més d'altres missioners (monsenyor Fogolla, el pare Élie Facchini i el vicari apostòlic, Grégoire Grassi), van ser detingudes el 6 de juliol de 1900 i decapitades tres dies després. Abans de morir van cantar conjuntament el Te Deum. Sor Maria de la Pau encara no tenia vint-i-cinc anys.
El procés de beatificació de les religioses va ser obert per monsenyor Lécroart i la beatificació va tenir lloc vint anys després, el 2946 per Pius XII. Joan Pau II les va canonitzar, conjuntament amb la resta de màrtirs de la Xina, l'1 d'octubre de 2000. La seva festa és el 9 de juliol.